# ناحیه کلینتن، شهرستان دیکلب، ایلینوی
ناحیه کلینتن (به انگلیسی: Clinton Township) یک منطقهٔ مسکونی در ایالات متحده آمریکا است که در شهرستان دیکلب واقع شده‌است. ناحیه کلینتن ۲۴۷ متر بالاتر از سطح دریا واقع شده‌است.